# Bent (Nuevo México)
Bent es un lugar designado por el censo ubicado en el condado de Otero en el estado estadounidense de Nuevo México. En el Censo de 2010 tenía una población de 119 habitantes y una densidad poblacional de 7,49 personas por km².

## Geografía
Bent se encuentra ubicado en las coordenadas 33°8′33″N 105°52′21″O / 33.14250, -105.87250. Según la Oficina del Censo de los Estados Unidos, Bent tiene una superficie total de 15.89 km², de la cual 15.88 km² corresponden a tierra firme y (0.05%) 0.01 km² es agua.

## Demografía
Según el censo de 2010, había 119 personas residiendo en Bent. La densidad de población era de 7,49 hab./km². De los 119 habitantes, Bent estaba compuesto por el 76.47% blancos, el 0% eran afroamericanos, el 5.04% eran amerindios, el 0% eran asiáticos, el 0% eran isleños del Pacífico, el 13.45% eran de otras razas y el 5.04% pertenecían a dos o más razas. Del total de la población el 34.45% eran hispanos o latinos de cualquier raza.